# Parlament Ujedinjenog Kraljevstva
Parlament Ujedinjenog Kraljevstva, puni naziv Parlament Ujedinjenog Kraljevstva Velike Britanije i Sjeverne Irske (eng. The Parliament of the United Kingdom of Great Britain and Northern Ireland) je vrhovno zakonodavno tijelo Ujedinjenog Kraljevstva. Parlament je dvodoman. Sastoji se od gornjeg doma, Doma lordova i donjeg, Zastupničkog doma. Britanska kraljica je treći dio ustroja Parlamenta.